# قوس تيتوس

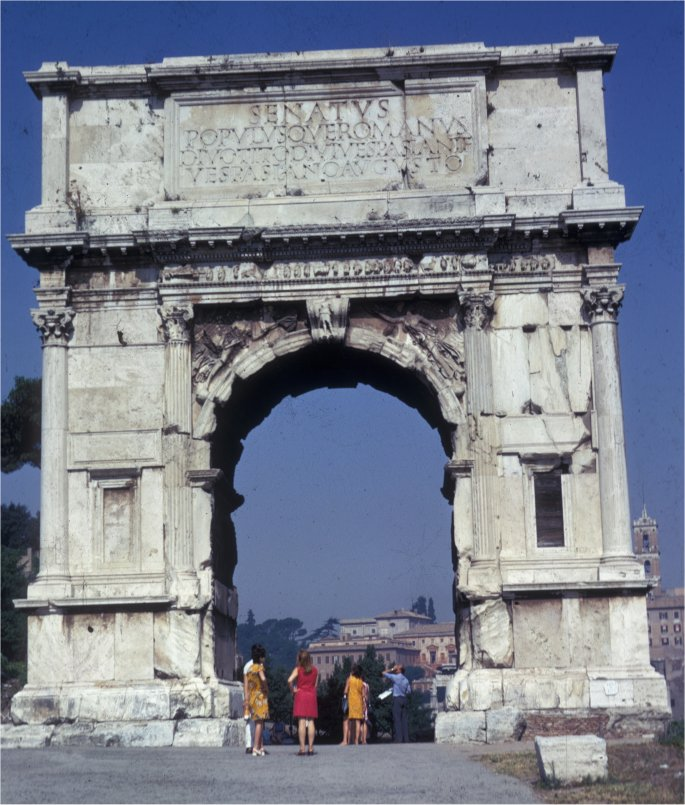
قوس تيتوس

قوس تيتوس (بالإيطالية: Arco di Tito)‏ (باللاتينية: Arcus Titi) هو قوس تشريفي يعود إلى القرن الأول للميلاد , يقع في شارع فيا ساكرا، روما، إلى الجنوب الشرقي من المنتدى الروماني.
وقد انشئ سنة 82 م من قبل الامبراطور الروماني دوميتيان بعد وقت قصير من وفاة شقيقه الأكبر تيتوس لاحياء ذكرى انتصارات تيتوس، بما في ذلك الحصار المفروض على القدس عام 70 م.
وقد مَهدّ قوس تيتوس النموذج العام للعديد من أقواس النصر التي اقيمت منذ القرن السادس عشر، وربما أشهرها هو لقوس النصر في باريس عام 1806 والذي الذي أنجز عام 1836.

## وصف

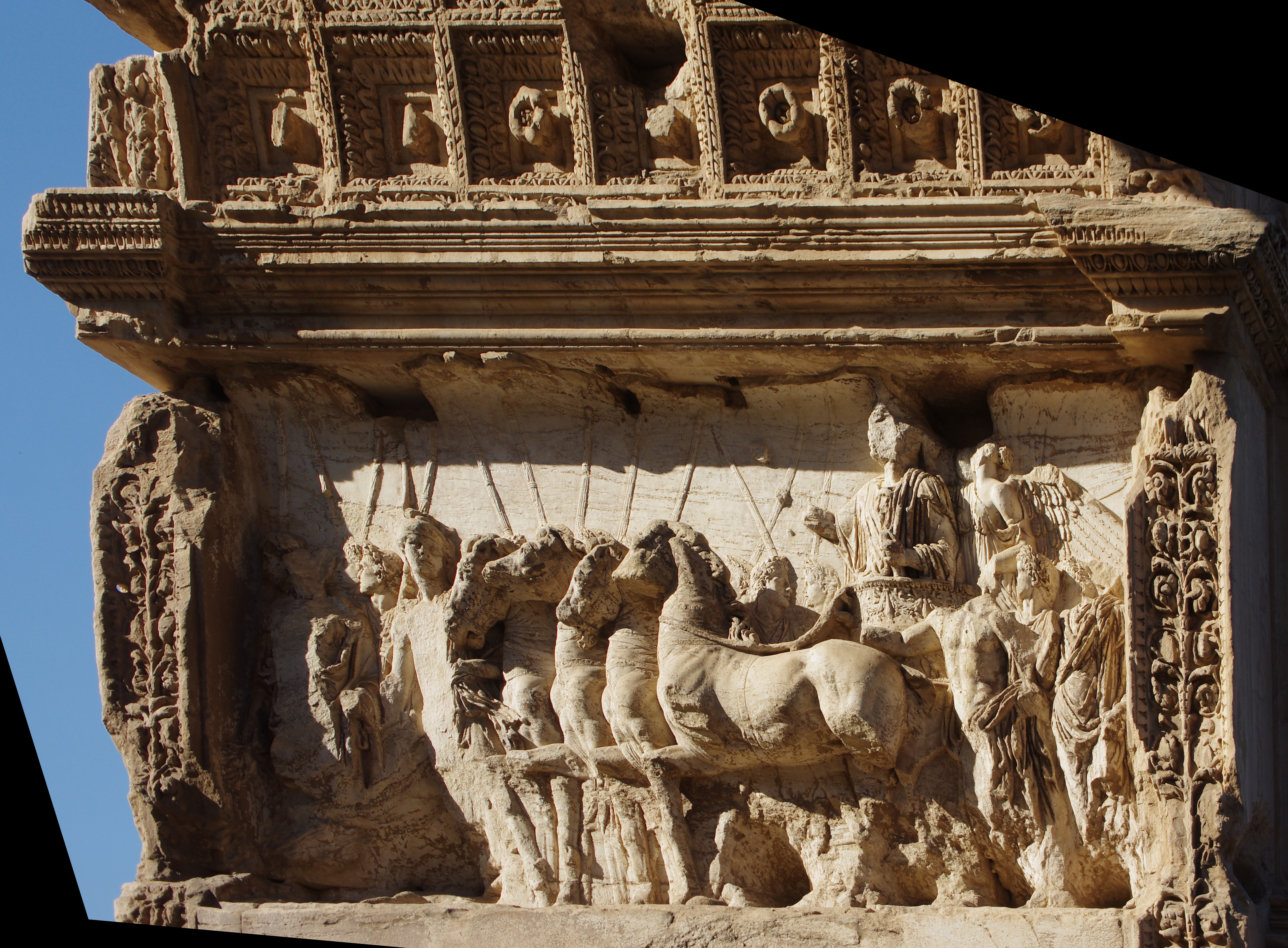
قوس تيتوس: الداخلية الشمالية ، الإغاثة من انتصار تيتوس

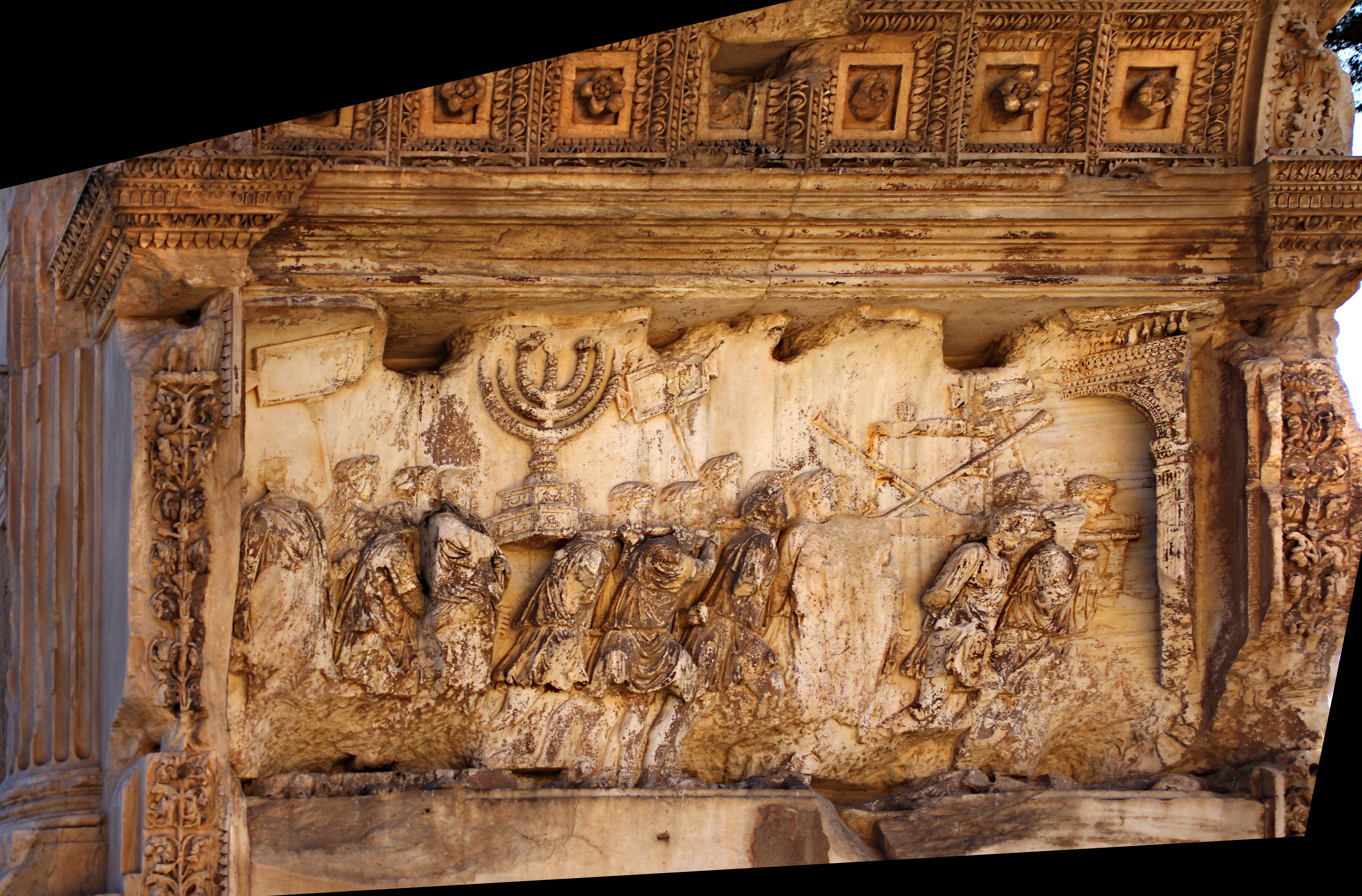
قوس تيتوس: من اللوحة الجنوبية: "غنائم حرب"، والتي تبين النصر

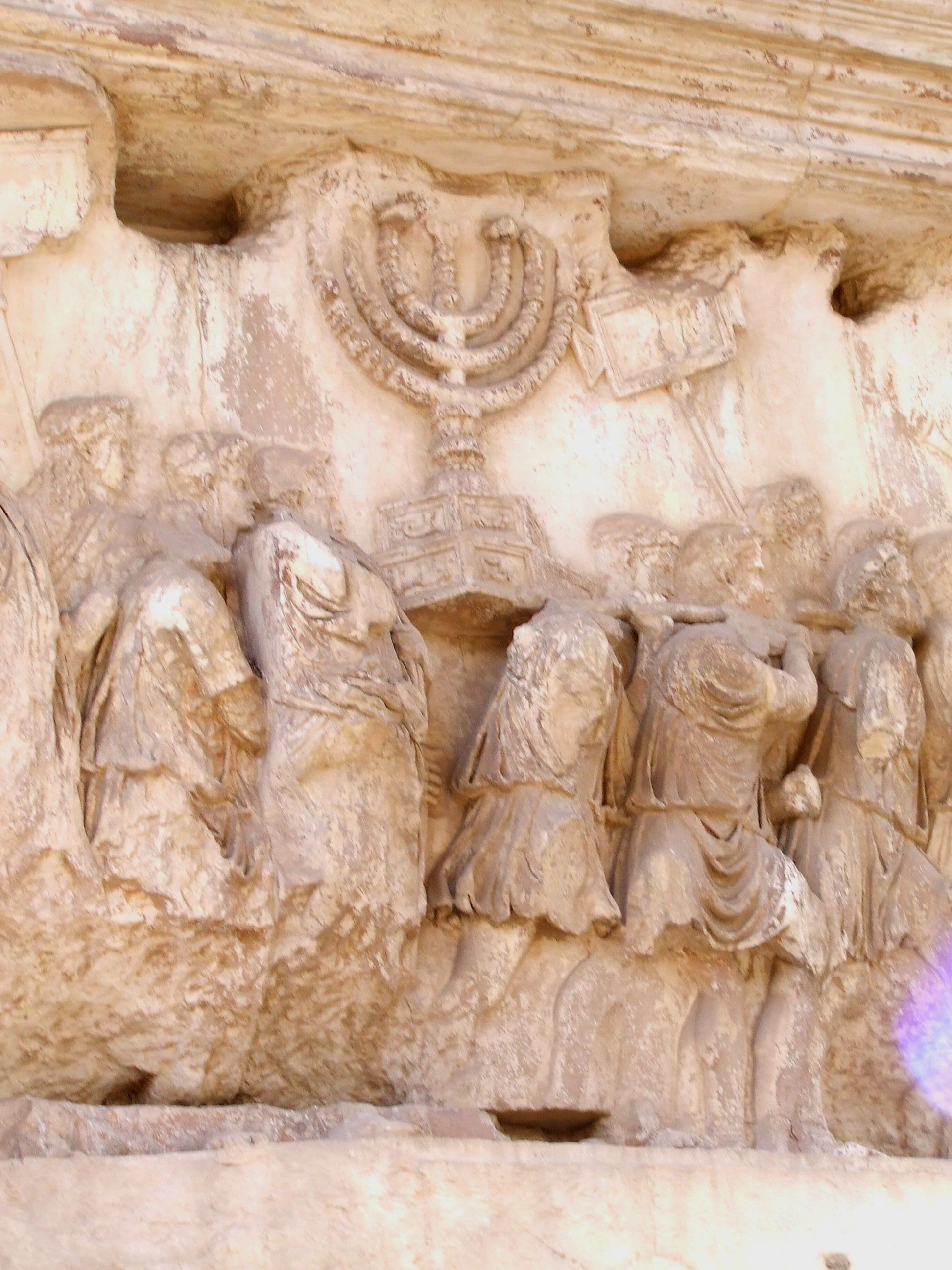
تفصيل

يقع القوس على ارتفاع بارز، تلة فيلين،وهي السرج المنخفض بين تلال فلسطین وإسكويلين، إلى الجنوب الشرقي من المنتدى الروماني. القوس يسع عرضه 13.50 متر، ويعلو 15.40 متراً، وعمق 4.75 متر في حين أن الممر الداخلي هو بارتفاع 8.30 مترا وعرض 5.36. هي التي شيدت باستخدام رخام من جبل بنتيليكو،تصاغ الزوايا مع نظام هائل من الأعمدة التي تعمل على إبقاء حجر مربع بناء الطابق السفلي للأعلى. العاصمة هي كورنثية، ولكن مع أشكال حلزونية بارزة من أجل إسقاط أيوني أفقيا فوق أوراق شجر الأقنثة، أقرب مثال على تركيبة النظام، تجمع بين التصاميم. فوق الكورنيش الرئيسي يرتفع عالية،العلية الثقيلة ترتفع 4.40 متر التي هي قرص المركزية وتحمل نقش تكريسي.
السطح المعمد ينكسر إلى الأمام أكثر من الأعمدة وقوس المركزية الواسع، وهوية جسم العمود يتحول إلى مربع.الإفريز قاصر على السطح المعمد ويصور سطر من كل من المسؤولين العسكريين والمدنيين، جنبا إلى جنب مع حيوانات التضحية.أما الذين يحيطون بالقوس المركزي وفتحات الجانب الآن تحتوي على محراب مثل سطحية نافذة أديكيلا العمياء، وبسرية أٌستعيدت في وقت مبكر من القرن التاسع عشر.هناك على حد سواء مخدد وأعمدة غير مخددة، وهذا الأخير هو نتيجة الاستعادة بالقرن 19.الركنيات على الجزء العلوي من اليسار واليمين من القوس تحتوي على التجسيد من النصر كنساء مجنحة. بين الركنيات تشكل الركيزة الأساسية، الذي تقف هناك أنثى على الجانب الشرقي وذكر على الجانب الغربي.
باطن الممر محوري وذات تجويفات عميقة بارزة من تأليه تيتوس في الوسط. ويتضمن البرنامج أيضا اثنين من النقوش النحتية لوحة مبطنة للممر داخل القوس. كلاهما لإحياء ذكرى الانتصار المشترك الذي أحتفل به تيتوس ووالده فيسباسيان في صيف عام 71.
لوحة الجنوب تصور الغنائم المأخوذة من معبد القدس. والشمعدانات الذهبية أو الشمعدان هو المحور الرئيسي ومنحوتة في عمق بارز.الأشياء المقدسة الأخرى تجري في موكب للنصر تمثل أبواق الذهب وطاولة خبز شيو.كانت هذه الغنائم مذهبة أصلا مع الذهب، مع خلفية باللون الأزرق.
لوحة الشمال تصور تيتوس كما ترايمباتر بحضور مختلف الجان وليكتور، الذين يحملون خوذات الأمازون، بشجاعة، يقود كوادريجا عربة بأربعة خيول، والذي تحمل تيتوس.مجنح التيجان النصر له مع إكليل الغار.تجاور مهم في أنه واحد من الأمثلة الأولى من الإلهيات والبشر تكون حاضرة في مشهد واحد معا.وهذا يتناقض مع لوحات من آرا باسيس، حيث يتم فصل البشر والآلهة.
تم فقدان النحت من الوجوه الخارجية من اثنين من الأرصفة الكبيرة عندما تم تأسيس قوس تيتوس في الجدران الدفاعية في القرون الوسطى. العلية من القوس توجت الأصلية بالكتابة بواسطة المزيد من التماثيل، وربما من عربة مذهبة. نقش الأساسية المستخدمة ليتم تزيين خطابات مصنوعة من ربما الفضة والذهب أو بعض المعادن الأخرى.

## نقش

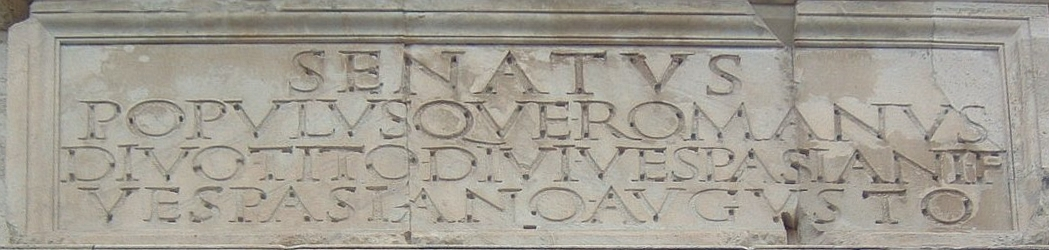
النقش

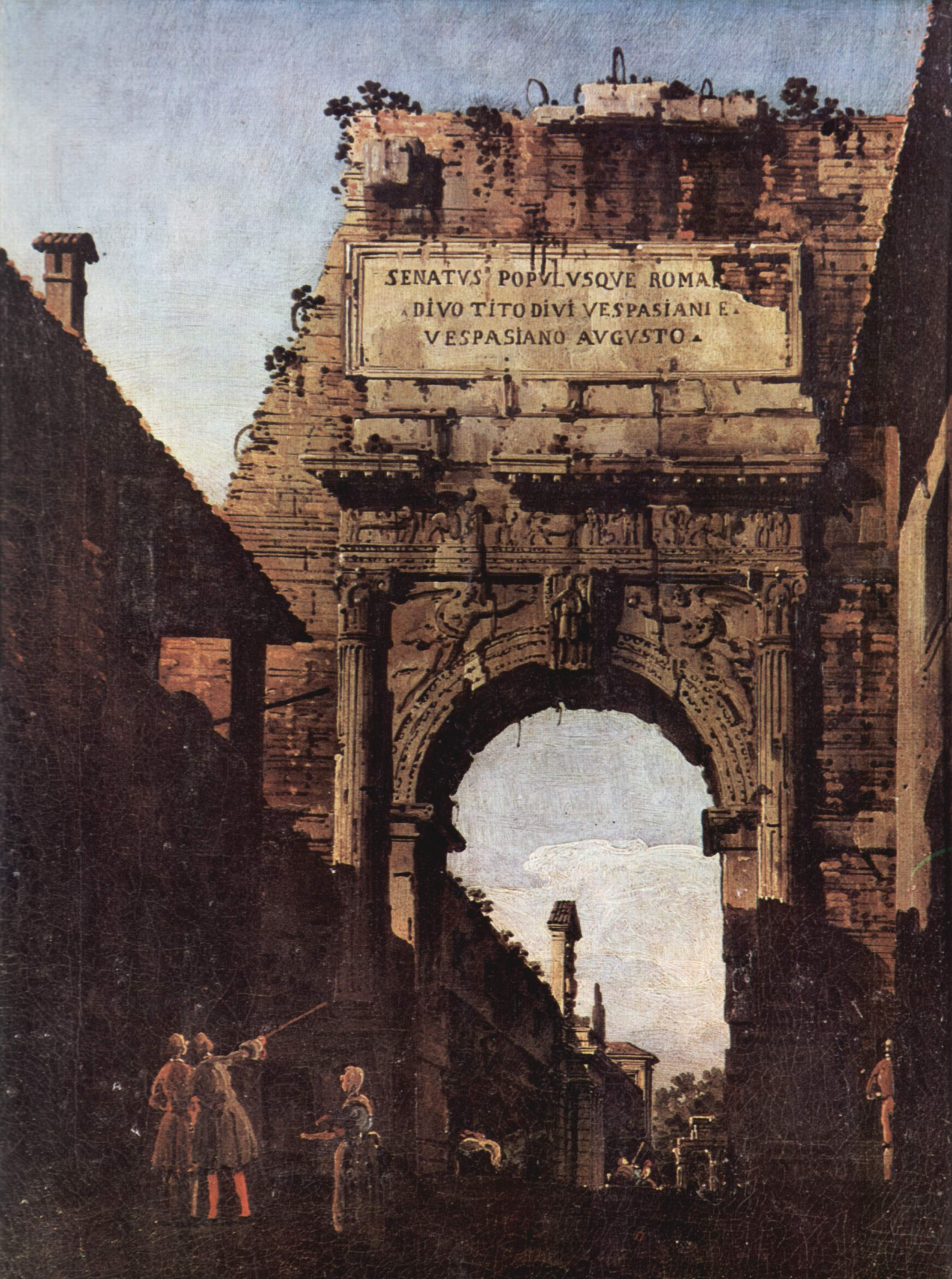
القوس في عام 1744، قبل الترميم. اللوحة من قبل كاناليتو

القوس مرسومة في عام 1839 من قبل كونستانتين هانسن

النقش الروماني في العواصم الأربعة ما يلي:
SENATVS

POPVLVSQVE·ROMANVS

DIVO·TITO·DIVI·VESPASIANI·F(ILIO)

VESPASIANO·AVGVSTO
(Senatus Populusque Romanus divo Tito divi Vespasiani filio Vespasiano Augusto)
وهو ما يعني "مجلس الشيوخ الروماني والشعب (أهدي هذا) إلى الإلهية تيتوس فسبازيان أوغسطس، نجل فيسباسيان الإلهية."
تلقى الجانب الآخر من قوس تيتوس النقوش الجديدة بعد ترميمه خلال حبرية البابا بيوس السابع من قبل جوزيبي فالادير في عام 1821. تم الاستعادة عمدا من الحجر الجيري للتمييز بين الأصلي والأجزاء التي تمت استعادتها.
نقش يقرأ:
INSIGNE · RELIGIONIS · ATQVE · ARTIS · MONVMENTVM

VETVSTATE · FATISCENS

PIVS · SEPTIMVS · PONTIFEX · MAX(IMVS)

NOVIS · OPERIBVS · PRISCVM · EXEMPLAR · IMITANTIBVS

FVLCIRI · SERVARIQVE · IVSSIT

ANNO · SACRI · PRINCIPATVS · EIVS · XXIIII 
(Insigne religionis atque artis, monumentum, vetustate fatiscens: Pius Septimus, Pontifex Maximus, novis operibus priscum exemplar imitantibus fulciri servarique iussit. Anno sacri principatus eius XXIV)

النصب، ملحوظا سواء من حيث الدين والفن, 

ضعفت من العمر 

بيوس السابع، الحبر الأعظم, 

بواسطة أعمال جديدة على نموذج من النموذج القديم 

أمر بذلك عززت والحفاظ عليها. 

• في سنة الإمامة المقدسة الرابعة والعشرون • 

## تاريخ

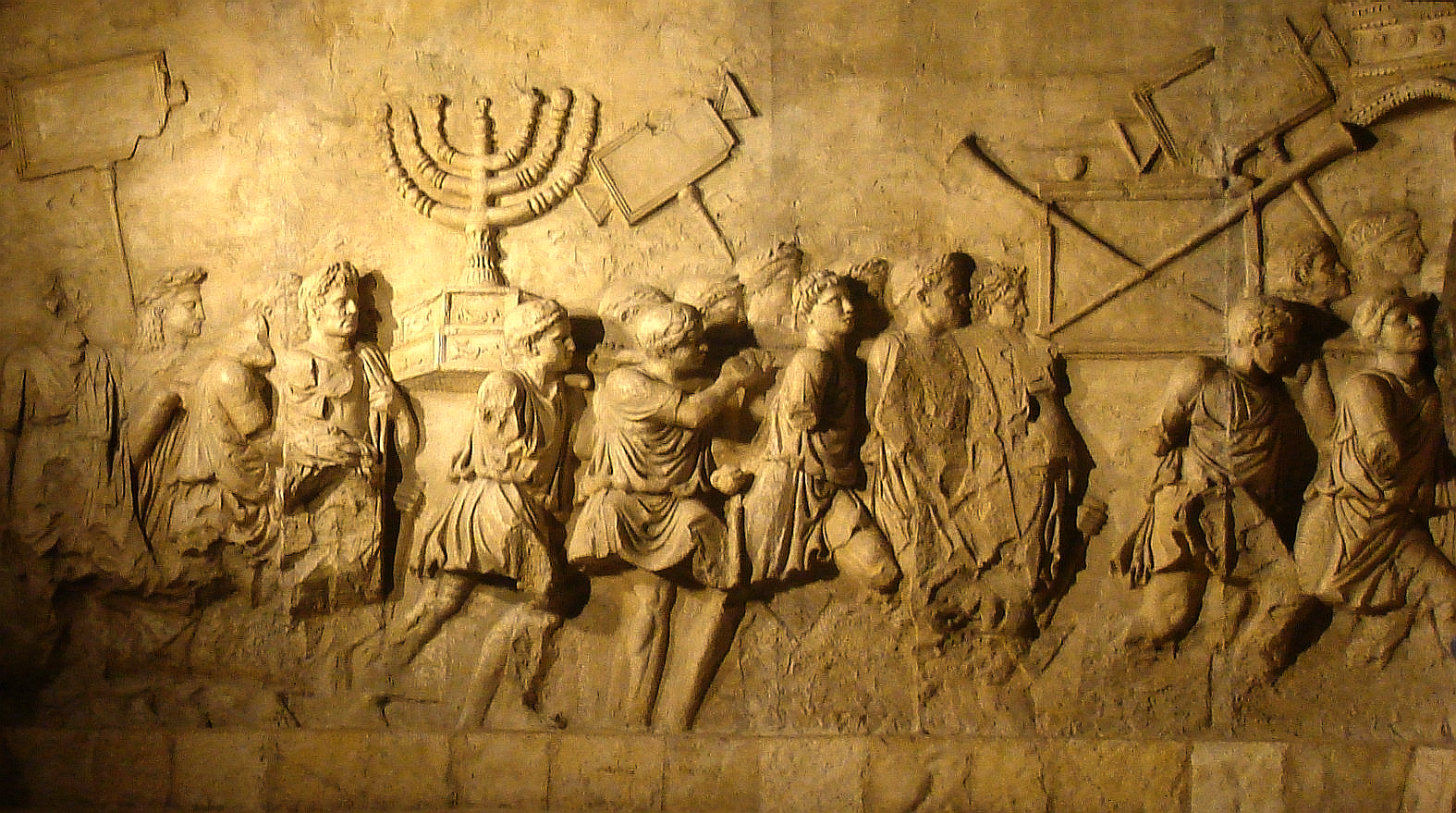
التفاصيل من قوس تيتوس تظهر الغنائم من القدس

استنادا إلى نمط من التفاصيل النحتية، يحبذ دوميتيان المهندس المعماري رابيريوس، وأحيانا يعود إليه الفضل في الكولوسيوم، و ربما يكون قد نفذ القوس دون وثائق معاصرة، ومع ذلك، تعتبر صفات المباني الرومانية على أساس الأسلوب هشة.
تحولت أسرة فرانجيباني داخل برج محصن في العصور الوسطى. وكانت واحدة في أولى المباني المحافظة على استعادة الحديثة، بدءا رافاييل شتيرن في عام 1817 واستمر من قبل فالادير تحت أمرة بيوس السابع في عام 1821، مع العواصم الجديدة ومع بناء الحجر الجيري، للتمييز عن الأصلي. كان نموذجا لاستعادة الجانب القطري بورتا بيا.

### أهمية
يعتبر القوس واحدا من عدد قليل من تصوير عصرية من القطع الأثرية لفترة الهيكل. يتم تصوير بشكل واضح الشمعدان اليهودي والابواق و أصبح رمزا من الشتات اليهودي. في عصر لاحق، أدلى البابا بولس الرابع بتقديم بمكان وجود القسم السنوي.وقد رفض اليهود السير تحته، الشمعدان مرسومة على قوس بمثابة نموذج للشمعدان المستخدمة في شعار إسرائيل,ومع ذلك، عندما أعلن وجود دولة إسرائيل رسميا، المجتمع اليهودي الروماني بأكمله تجمعوا بشكل عفوي من جانب القوس وفي احتفال بهيج، وسار إلى الوراء تحت القوس ليرمز بداية الخلاص الذي طال انتظاره من المنفى الروماني.

## تأثير المعمارية
أعمال على غرار، أو مستوحاة من، قوس تيتوس ما يلي:
- واجهة كنيسة سانت أندريا دي دي مانتوفا (1462) من قبل ليون باتيستا البرتي
- قوس النصر (1806)، باريس، فرنسا
- قوس النصب التذكاري الوطني (1910) في وادي فورج التاريخية الوطنية بارك، ولاية بنسلفانيا، الولايات المتحدة الأمريكية
- قوس الجندي والبحار في جراند الجيش بلازا، في بروكلين
- القوس في واشنطن سكوير بارك في نيويورك
- بوابة الهند، نيودلهي، الهند (1931)
- قوس فيوسيلييرس، دبلن (1907)